# Korisliiga
Korisliiga (deutsch Basketballliga) ist die höchste Spielklasse im Vereinsbasketball der Herren in Finnland. Die Spielklasse trug in der Vergangenheit auch Sponsorennamen; so war sie zwischenzeitlich auch als Sparliiga bekannt. Nach der ersten finnischen Meisterschaft 1939 wurde im Jahr darauf bereits ein Rundenturnier zwischen acht Mannschaften zur Ermittlung des Meisters ausgetragen, welches man als Geburtsstunde der finnischen Liga bezeichnen kann. Die Liga besteht derzeit aus zwölf Mannschaften, die den finnischen Meister ermitteln und deren beste Mannschaften sich für europäische Vereinswettbewerbe qualifizieren. Rekordmeister ist Pantterit aus Helsinki mit 14 Titelgewinnen, Meister 2012 wurden erstmals die Nilan Bisons aus Loimaa. In der Vergangenheit erregte unter anderem Aufsehen, dass mit Dennis Rodman 2005 und Scottie Pippen 2008 zwei ehemalige NBA All-Stars und NBA-Meister einzelne Spiele im Trikot von Torpan Pojat in der Korisliiga absolvierten.

## Modus
Die Mannschaften spielen eine Doppelrunde im Rundenturnier (englisch Round Robin) aus, so dass bei derzeitiger Anzahl von zwölf Mannschaften jeder Verein 44 Spiele in der regulären Saison absolviert hat. Anschließend wird in Play-offs der Meisterschaftstitel zwischen den acht bestplatzierten Mannschaften ausgespielt. Die Play-off-Serien werden Stand 2012 im Modus „Best-of-Five“ über alle Runden hinweg ausgetragen.

## Teilnehmer

### Saison 2024/25
- Helsinki Seagulls
- Kataja Basket
- Kauhajoki Karhu
- Lapua Kobrat
- UU-Korihait
- Kouvola Kouvot
- KTP-Basket
- BC Nokia
- Tampere Pyrintö
- Salon Vilpas
- Tapiola Honka
- Bisons Loimaa

Weitere bekannte Mannschaften in der jüngeren Vergangenheit waren Espoon Honka und Torpan Pojat, die jedoch aus finanziellen Gründen ihre professionellen Mannschaften vom Spielbetrieb abmelden mussten.

## Titelträger
| - 1938/39: Ylioppilaskoripalloilijat - 1939/40: Eiran Kisa-Veikot - 1940/41: Kadettikoulu - 1941/42: nicht ausgetragen - 1942/43: nicht ausgetragen - 1943/44: Kiri-Veikot - 1944/45: Kiri-Veikot - 1945/46: Helsingin NMKY - 1946/47: Helsingin NMKY - 1947/48: Kiri-Veikot - 1948/49: HOK-Veikot - 1949/50: HOK-Veikot - 1950/51: HOK-Veikot - 1951/52: HOK-Veikot - 1952/53: Pantterit - 1953/54: Pantterit - 1954/55: Pantterit - 1955/56: Pantterit - 1956/57: Pantterit - 1957/58: Kotkan TP-Basket - 1958/59: Pantterit - 1959/60: Torpan Pojat - 1960/61: Helsingin Kisa-Toverit - 1961/62: Helsingin Kisa-Toverit - 1962/63: Helsingin Kisa-Toverit | - 1963/64: Helsingin Kisa-Toverit - 1964/65: Helsingin Kisa-Toverit - 1965/66: Torpan Pojat - 1966/67: Kotkan TP-Basket - 1967/68: Tapiolan Honka - 1968/69: Tapion Honka - 1969/70: Tapion Honka - 1970/71: Tapion Honka - 1971/72: Tapion Honka - 1972/73: Turun NMKY - 1973/74: Playboys - 1974/75: Turun NMKY - 1975/76: Playboys - 1976/77: Turun NMKY - 1977/78: Torpan Pojat - 1978/79: Playhonka - 1979/80: Pantterit - 1980/81: Torpan Pojat - 1981/82: Turun NMKY - 1982/83: Torpan Pojat - 1983/84: Helsingin NMKY - 1984/85: Helsingin NMKY - 1985/86: Torpan Pojat - 1986/87: Helsingin NMKY - 1987/88: Kotkan TP | - 1988/89: Helsingin NMKY - 1989/90: Uudenkaupungin Urheilijat - 1990/91: Kotkan TP-Basket - 1991/92: Helsingin NMKY - 1992/93: Kotkan TP - 1993/94: Kotkan TP - 1994/95: Kouvolan Kouvot - 1995/96: Torpan Pojat - 1996/97: Torpan Pojat - 1997/98: Torpan Pojat - 1998/99: Kouvot - 1999/00: Namika Lahti - 2000/01: Espoon Honka - 2001/02: Espoon Honka - 2002/03: Espoon Honka - 2003/04: Kouvot - 2004/05: Lappeenrannan NMKY - 2005/06: Lappeenrannan NMKY - 2006/07: Espoon Honka - 2007/08: Espoon Honka - 2008/09: Namika Lahti - 2009/10: Tampereen Pyrintö - 2010/11: Tampereen Pyrintö - 2011/12: Nilan Bisons - 2012/13: Nilan Bisons | - 2013/14: Tampereen Pyrintö - 2014/15: Joensuun Kataja - 2015/16: Kouvot - 2016/17: Joensuun Kataja - 2017/18: Kauhajoen Karhu - 2018/19: Kauhajoen Karhu |

## Internationale Wettbewerbe
Finnischen Mannschaften gelang bisher kein Titelgewinn in europäischen Vereinswettbewerben. Im Europapokal der Landesmeister, in dem neben dem Titelverteidiger nur der jeweilige Landesmeister qualifiziert war, erreichte der jeweilige finnische Meister in den 1980er Jahren relativ regelmäßig die zweite Runde der besten zwölf Mannschaften, konnte sich aber nie für die Finalrunde der besten sechs Mannschaften qualifizieren.
Die finnische Liga ist nicht Mitglied der ULEB, weshalb finnische Mannschaften in den seit 2001 maßgeblichen Vereinswettbewerben auf europäischer Ebene nicht teilgenommen haben. Finnische Mannschaften traten in der jüngeren Vergangenheit allein in Wettbewerben der FIBA Europa an. Wegen des dichten finnischen Terminplans nahmen Mannschaften aber nur vereinzelt teil, so war vor 2012 allein Lappeenrannan NMKY vertreten und erreichte gleich in der FIBA EuroCup Challenge 2006 das Halbfinale. Nachdem dieser Wettbewerb ein Jahr später eingestellt worden war, nahm der Verein am FIBA EuroCup 2007/08 teil, in dem man die Hauptrunde der 16 besten Mannschaften erreichte. Erst 2012 nahmen dann gleich zwei finnische Mannschaften an dem nunmehr EuroChallenge genannten Wettbewerb teil. Während Tampereen Pyrintö in der EuroChallenge 2012/13 in der Vorrunde ausschied, erreichte Kataja Basket Club auf Anhieb die Viertelfinal-Play-offs, in denen man gegen BCM Gravelines verlor.